# Australnäva
Australnäva (Erodium crinitum) är en näveväxtart som beskrevs av Carolin. Enligt Catalogue of Life ingår Australnäva i släktet skatnävor och familjen näveväxter, men enligt Dyntaxa är tillhörigheten istället släktet skatnävor och familjen näveväxter. Arten har ej påträffats i Sverige. Inga underarter finns listade i Catalogue of Life.